# Abu Maomé Haçane Alhandani
Abu Maomé Haçane ibne Amade ibne Iacube Alhandani (ca. 893 - Saná, 945; em árabe: أبو محمد الحسن بن أحمد بن يعقوب الهمداني; romaniz.: Abū Muḥammad al-Ḥasan ibn Aḥmad ibn YaʿQūb al-Hamdānī) era um árabe muçulmano geógrafo, químico, poeta, gramático, historiador e astrônomo, da tribo dos Banu Handã, oeste de Anrã, Iêmen. Ele foi um dos melhores representantes da cultura islâmica durante o último período do Califado Abássida. Seu trabalho foi objeto de extensa bolsa de estudos austríaca do século XIX.

## Biografia
Os detalhes biográficos da vida de Alhandani são escassos, apesar de seu extenso trabalho científico. Teve grande reputação como gramático, escreveu muita poesia, compilou tabelas astronômicas e diz-se que devotou a maior parte de sua vida ao estudo da história antiga e da geografia da Arábia.
Antes de nascer, sua família morava em Almaraxi (المراشي). Em seguida, se mudaram para Saná, onde Alhandani nasceu no ano de 893. Seu pai tinha sido um viajante e visitou Cufa, Baguedade, Baçorá, Omã e Egito. Por volta dos sete anos, começou a falar sobre seu desejo de viajar. Um pouco mais tarde, partiu para Meca, onde permaneceu e estudou por mais de seis anos, após os quais partiu para Sadá. Lá, reuniu informações sobre Khawlaan (خولان). Mais tarde, voltou para Saná e se interessou pelo Himiar, mas foi preso por dois anos devido às suas opiniões políticas. Após sua libertação da prisão, foi para Raida para viver sob a proteção de sua própria tribo. Compilou a maioria de seus livros enquanto estava lá e permaneceu até sua morte em 945.

## Escritos
Sua Geografia da Península Arábica ( Sifat Jazirat ul-Arab ) é de longe o trabalho mais importante sobre o assunto. O manuscrito foi usado pelo orientalista austríaco, Aloys Sprenger em seu Post- und Reiserouten des Orients (Leipzig, 1864) e posteriormente em seu Alte Geographie Arabiens (Bern, 1875), e foi editado por DH Müller (Leiden, 1884; cf. Sprenger crítica em Zeitschrift der deutschen morgenländischen Gesellschaft, vol. 45, pp. 361-394).
Seu trabalho tem sido objeto de extensas pesquisas e publicações do arabista austríaco Eduard Glaser, um especialista na Arábia Antiga. A outra grande obra de Alhandani são seus dez volumes, Iklil (o Diadema), sobre as genealogias dos Himiaritas e as guerras travadas por seus reis. O volume 8, sobre as cidadelas e castelos do sul da Arábia, foi traduzido para o alemão, editado e anotado por D. H. Müller como Die Burgen und Schlösser Sudarabiens (Viena, 1881).
Outros trabalhos dito ter sido escrita por Alhandani estão listados em Die grammatischen Schulen der Araber de G.L. Flügel (Leipzig, 1862), pp. 220-221.

### Lista de trabalhos
- al-Jawharatayn al-ʻatīqatayn  - Um livro que descreve metais conhecidos naquela época, incluindo suas propriedades físicas e químicas, bem como tratamento e processamento (como ouro , prata e aço ). Ele também é considerado um dos primeiros árabes que explicou a gravidade da Terra de uma forma semelhante ao comportamento do campo magnético.[7]
- Sifat Jazirat ul-Arab ( صفة جزيرة العرب ), 'Geografia / Caráter da Península Arábica';[8] arquivo (em árabe) worldcat ṣifat ǧazīrat al-ʿarab, vol. 12, Leiden, p. 107, 13‒14; 149, 17; 154, 3.
- Kitāb al-Iklīl min akhbār al-Yaman wa-ansāb Ḥimyar ( الإكليل من أخبار اليمن وأنساب حمير ); Coroas das contas de al-Iêmen e as genealogias de Ḥimyar. al-Iklīl consiste em dez volumes. No entanto, apenas quatro volumes foram encontrados (Vol.1, Vol.2, Vol.8 e Vol.10); os outros volumes estão faltando.[9] (pt.1, em árabe).
- História de Sabá
- Língua de Himiar e Najrã